# 約翰遜鎮區 (堪薩斯州內斯縣)
約翰遜鎮區（英語：Johnson Township），為美國堪薩斯州內斯縣轄下的鎮區。2010年美国人口普查中該鎮區人口有68人。

## 地理
約翰遜鎮區涵蓋總面積為308.48平方（119.10平方英里），其中308.33平方（119.05平方英里）為陸地，0.15平方（0.058平方英里）或0.05%為水域。海拔高度800（2,600英尺）。

## 人口統計
根據2010年美國人口普查，約翰遜鎮區人口有68人，住房36戶，人口密度為0.22人/每平方公里。此鎮區居民之種族中，白人有68人，非裔美國人有0人，美洲原住民有0人，亞裔美國人有0人，太平洋島裔美國人有0人，其他種族有0人，混血種族則有0人。此外此鎮區有0人為西班牙裔或拉丁裔美國人。